# Brookfield (Vermont)
Brookfield es un pueblo ubicado en el condado de Orange en el estado estadounidense de Vermont. En el año 2010 tenía una población de 1.292 habitantes y una densidad poblacional de 11,97 personas por km².

## Geografía
Brookfield se encuentra ubicado en las coordenadas 44°1′25″N 72°36′0″O / 44.02361, -72.60000.

## Demografía
Según la Oficina del Censo en 2000 los ingresos medios por hogar en la localidad eran de $45,515 y los ingresos medios por familia eran $51,071. Los hombres tenían unos ingresos medios de $34,464 frente a los $24,258 para las mujeres. La renta per cápita para la localidad era de $21,502. Alrededor del 6.1% de la población estaba por debajo del umbral de pobreza.